# Salvelinus levanidovi
Salvelinus levanidovi és una espècie de peix de la família dels salmònids i de l'ordre dels salmoniformes.

## Hàbitat
Viu en zones d'aigües temperades fins a una fondària de 50 m.

## Distribució geogràfica
Es troba al Mar d'Okhotsk.